# Merismodes
Merismodes är ett släkte av svampar. Enligt Catalogue of Life ingår Merismodes i familjen Niaceae, ordningen Agaricales, klassen Agaricomycetes, divisionen basidiesvampar och riket svampar, men enligt Dyntaxa är tillhörigheten istället familjen Cyphellopsidaceae, ordningen Agaricales, klassen Agaricomycetes, divisionen basidiesvampar och riket svampar.
|            | Cyphellopsis                                                                     |
|            |                                                                                  |
|            | Lachnella                                                                        |
|            |                                                                                  |
|            | Flagelloscypha                                                                   |
|            |                                                                                  |
| Merismodes | \| \| Merismodes fasciculata \| \| \| \| \| \| Merismodes bresadolae \| \| \| \| |
|            | \| \| Merismodes fasciculata \| \| \| \| \| \| Merismodes bresadolae \| \| \| \| |
|            | Nia                                                                              |
|            |                                                                                  |
|            | Woldmaria                                                                        |
|            |                                                                                  |
|            | Halocyphina                                                                      |
|            |                                                                                  |
|            | Peyronelina                                                                      |
|            |                                                                                  |
|            | Merismodes fasciculata                                                           |
|            |                                                                                  |
|            | Merismodes bresadolae                                                            |
|            |                                                                                  |

|  | Merismodes fasciculata |
|  |                        |
|  | Merismodes bresadolae  |
|  |                        |

## Källor

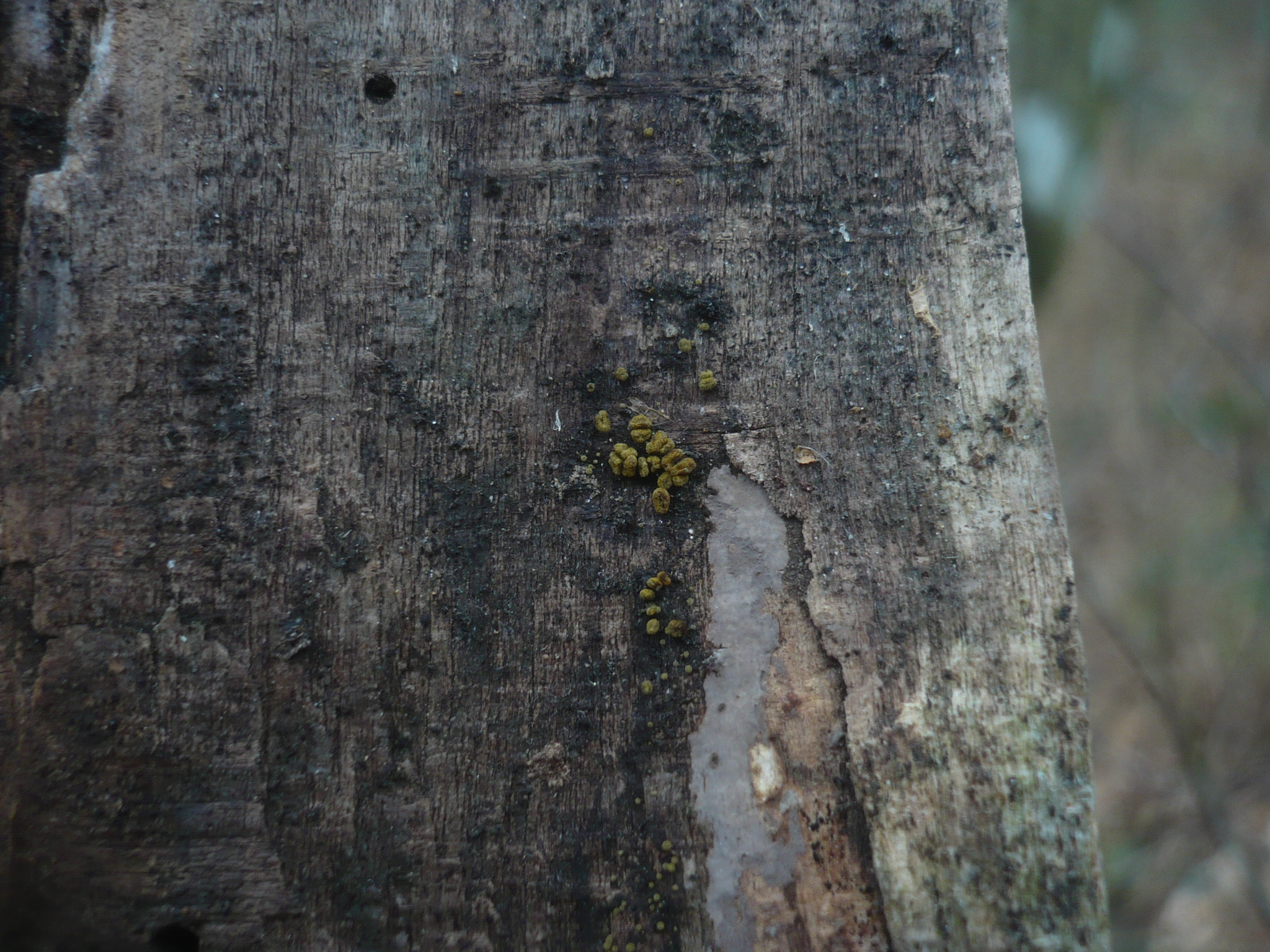
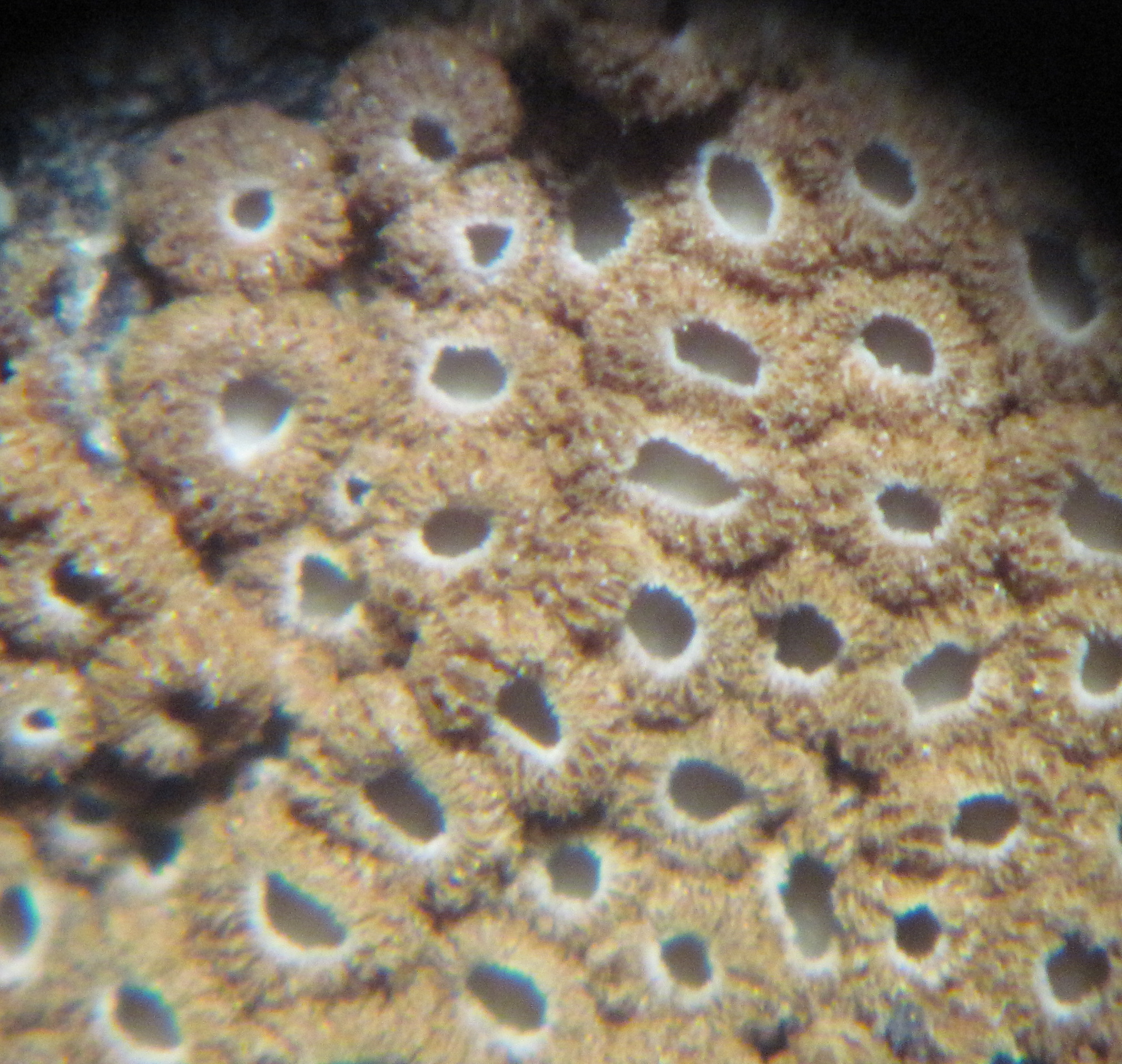